# 滇观音草
滇观音草（学名：Peristrophe yunnanensis）为爵床科观音草属的植物，是中国的特有植物。分布在中国大陆的四川、云南等地，生长于海拔1,050米至2,200米的地区，目前尚未由人工引种栽培。
其种加词 yunnanensis 意为“云南的”。
现接受名为云南狗肝菜（Dicliptera yunnanensis W.W.Sm.）。